# Veikko Ruotsalainen
Veikko Ruotsalainen (* 12. Mai 1908; † 5. März 1986) war ein finnischer Skisportler.
Bei den Olympischen Winterspielen 1928 war er als Soldat Teilnehmer der finnischen Mannschaft beim Demonstrationswettbewerb Militärpatrouille, die in dieser Disziplin die Silbermedaille gewann. 